# Mina
En mina är en med tändanordning försedd sprängladdning som placeras på land eller i vattnet och som detonerar när en person, ett fordon eller ett fartyg passerar den. Minor används i första hand för att förhindra eller försvåra fiendens utnyttjande av ett område, eller för att fördröja dennes framträngande. En mina kan förses med ett försåt som gör den svårare att röja. Minor placeras oftast ut i stor mängd, så kallade minfält eller minlinjer, och inte alltid med planering för senare desarmering. 
I strikt mening är en mina inget vapen, utan en ammunitionsverkan. (se avsnittet Namn)

## Namn
Namnet mina kommer från det franska ordet för gruva (mine), vilket även förekommer i tyskan och engelskan under samma stavning. Anledningen till detta kommer från att landminor har en historisk koppling till tunnelkrigföring. Inom tunnelkrigföring har man historiskt grävt tunnlar under fiender för att sedan på diverse sätt spränga eller rasera tunneln i bekämpande syfte. Dessa typer av tunnlar benämndes historiskt som gruvor (mines) och verkar ha lett till att de första landminorna benämndes "mine".
Till exempel utvecklade den Augsburgiska ingenjören Samuel Zimmermann en trampmina mot infanteri år 1573. Denna trampmina kallade han "fladdermine" och bestod av en nergrävd krutladdning med flintlåsantändning kopplad till en fotknapp eller snubbeltråd. Denna konstruktion kom att användas mot Preussen under sjuårskriget när Fredrik II av Preussen år 1758 tog Schweidnitz och av tyskarna under det Fransk-tyska kriget år 1870 till 1871.
Under 1800-talet var namnet mina så fastställd att det kom att ge namn åt en egen vapenverkan, den så kallade minverkan, vilket enligt Sveriges försvarsmakt definieras som tryckverkan från innesluten sprängladdning. För att vidareutveckla detta; minverkan är den effekt som skapas när en sprängladdning detonerar inuti ett slutet utrymme, vilket anspelar på de ursprungliga landminorna som var nergrävda sprängladdningar i marken. Minverkan har förutom användning i minor använts för att utforma både granatprojektiler (se mingranat) och flygbomber (se minbomb)

## Sjöminor

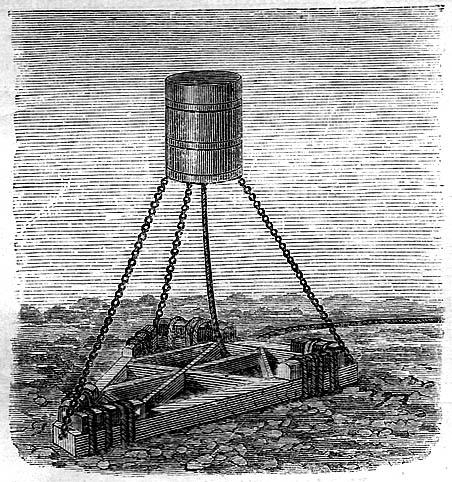
Österrikisk flytmina från 1800-talets mitt

Sjöminor används, som namnet antyder, till sjöss. De kan vara förankrade flytminor som är fixerade på förutbestämt djup under ytan, eller ligga på botten. Minor kan utlösas av påverkan (direktkontakt, akustisk, magnetisk eller tryckpåverkan) från passerande fartyg, av tidskretsar, eller genom manuell fjärrpåverkan från observatörer i närområdet. Vanliga sprängämnen i primärladdningen är trotyl, hexotol och hexogen.
Sjöminan är det vapen som sänkt och skadat flest fartyg: tonnaget som drabbats av minsprängningar är större än för alla andra vapensystem tillsammans.
Sjöminor står dessutom för den största förlusten av civila sjömän under andra världskriget. Haven runt Skandinavien var överfulla av minor, som fortfarande söks och oskadliggörs genom olika insatser med bl.a. minsvepare, kustbevakning, röjdykare och annan sjösäkerhetsövervakning.
Sjöminor kan läggas ut redan i fredstid som styrbara mineringar, så kallade minlinjer. Utlösningen av minorna styrs från en minstation där man kan utlösa dem manuellt eller ställa in dem så att de detonerar när ett fientligt fartyg passerar över dem.

## Landminor

### Truppminor

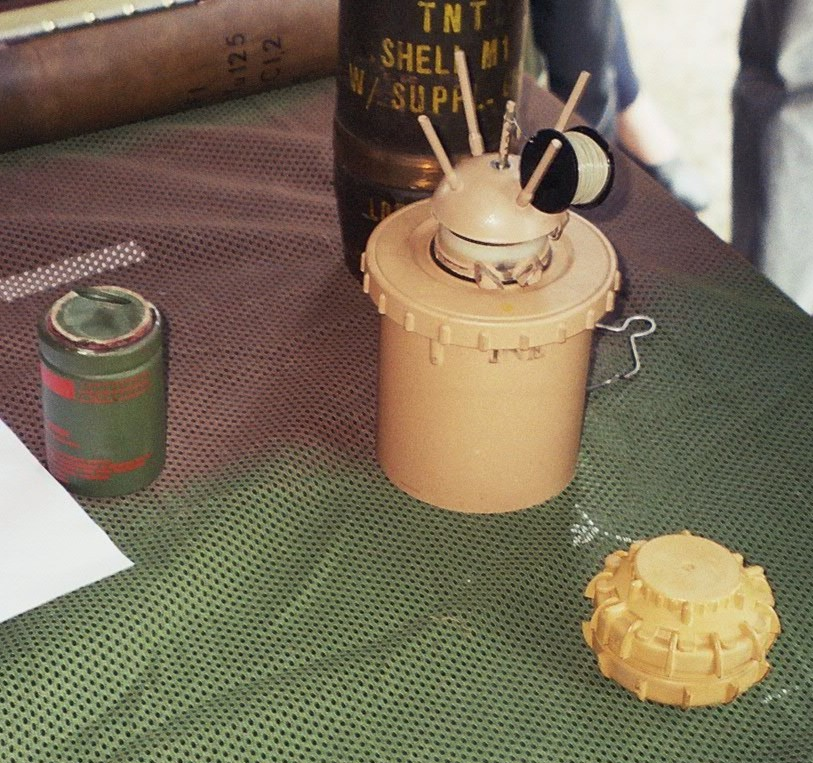
Från vänster till höger: M14, Valmara 69, och VS-50.

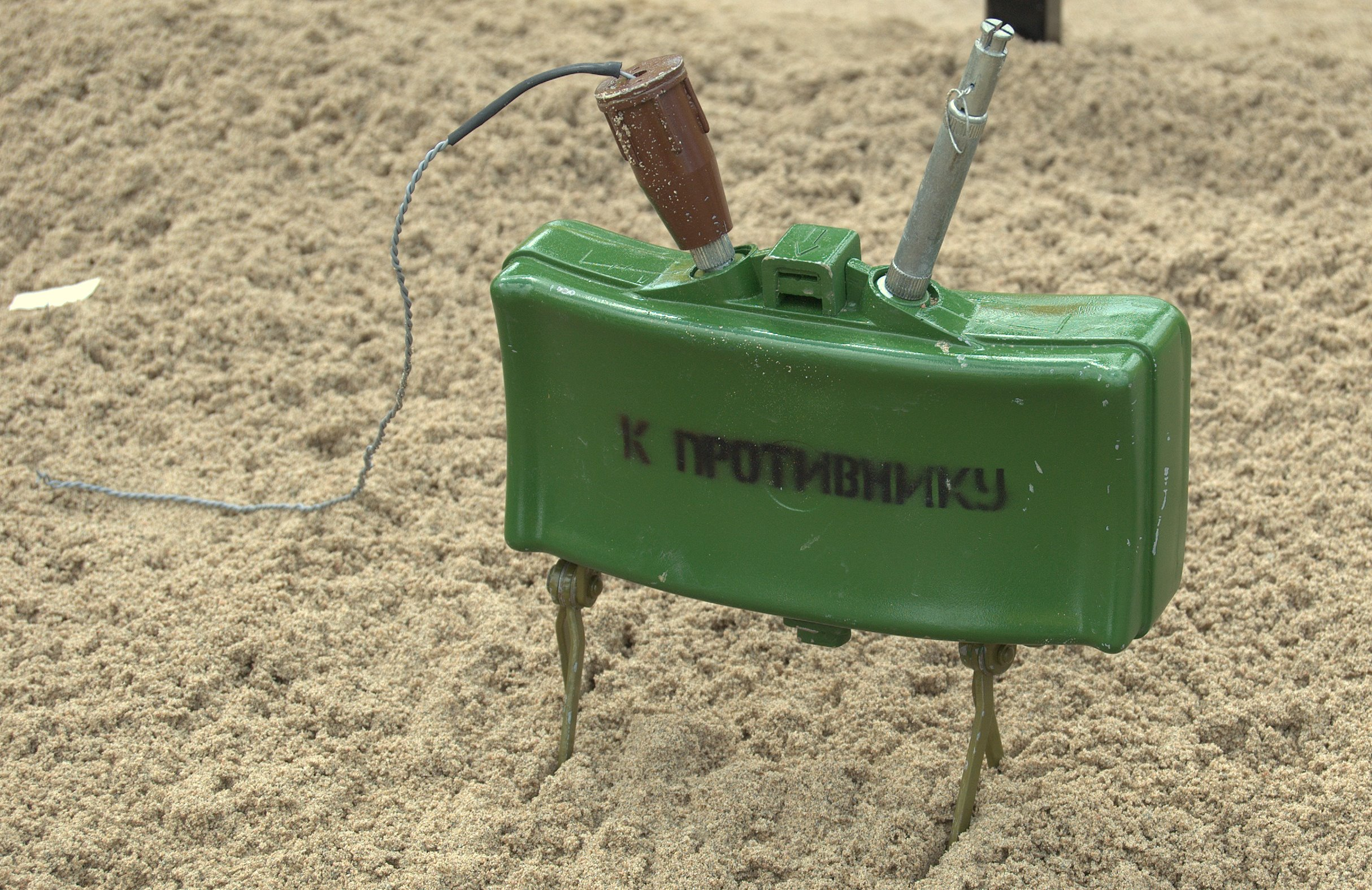
MON-50 är en splittermina med riktad verkan, en form av truppmina.

Truppminor, kallas ibland personminor, indelas i trampminor, trådminor och så kallade hoppminor.
- En trampmina placeras på eller i marken och utlöses när en människa trampar på den. Den uppkomna skadan är sällan direkt dödande men innebär oftast förlust av en fot eller ett ben.
- En trådmina fästs vid ett träd, buske, byggnad eller stativ och utlöses när någon vidrör en för ändamålet uppspänd tråd. Trådminor verkar genom det splitter de utsänder.
- En hoppmina är en nergrävd trådmina, när linan spänns eller belastas på annat sätt flyger minan upp cirka en meter och detonerar.

Truppminor är numera förbjudna i Sverige och många andra länder enligt Ottawakonventionen då de kan orsaka skador lång tid efter att en konflikt upphört samt då truppminor i allmänhet är ett inhumant vapen då de bara har en begränsad verkan på kroppen. Svenska försvaret har i dag fortfarande truppminor för att kunna utbilda minröjare.
Försvarsladdning 21, som tidigare hette Truppmina 12, är numera en fjärrutlöst syftmina. En syftmina får inte lämnas obevakad eller läggas ut med snubbeltråd (även om den är bevakad) när den är uppställd och apterad. Den får heller inte vara försåtminerad eller självutlösande, utan måste dras manuellt. Den räknas i så fall som vapen. Försvarsladdning 21 används oftast vid post- och bevakningsuppgifter men även vid eldöverfall och täckande av tillbakaryckningsvägar.

### Fordonsminor
Att dela upp minor i fordon-/stridsvagnsminor är svenskt och används inte internationellt (i engelskan skiljer man istället på light/heavy anti-tank mines). En fordonsmina kan bringas till detonation genom att ett fordon kör över den eller genom att soldater utlöser minan via fjärrkontroll (syftminor). Fordonsminor används mot lätt bepansrade eller mindre fordon som bilar eller lastbilar. Fordonsminor och stridsvagnsminor är inte samma sak; fordonsminor har i regel mindre sprängmedel.

### Stridsvagnsminor

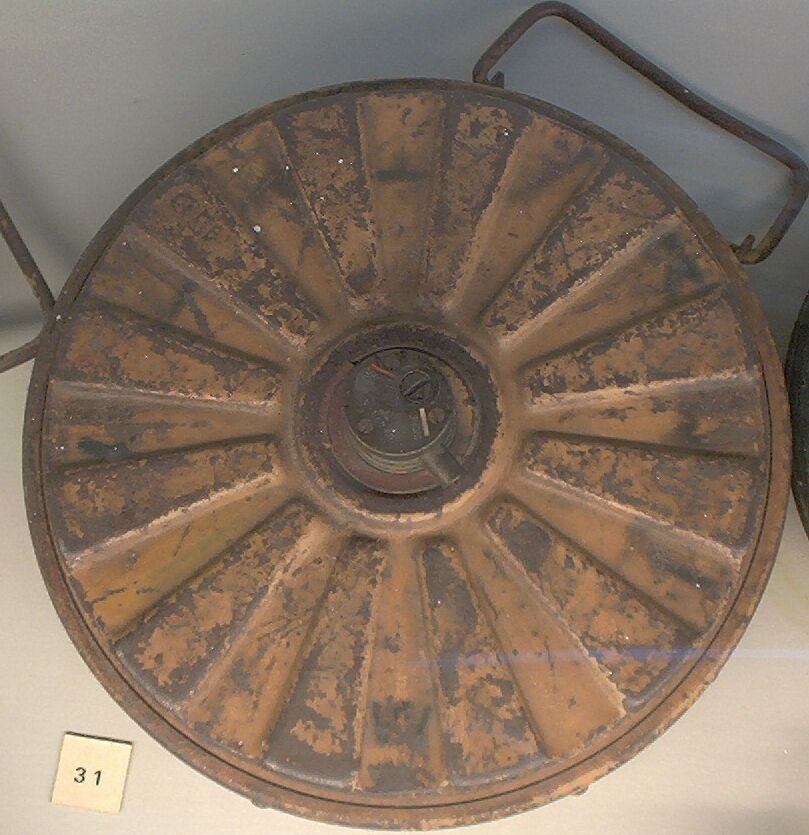
Tysk Tellermina 35 från andra världskriget. Avsedd för att slå ut pansarfordon.

Stridsvagnsminor är kraftiga minor som används mot pansarfordon. Minan detonerar när fordonet kör över den eller när den detoneras manuellt på ett eller annat sätt.
En stridsvagnsmina kan vara fullbreddsutlöst eller tryckutlösande (bandutlösande i folkmun). Skillnaden är att en tryckutlösande mina behöver bli överkörd med bandet, medan den fullbreddsutlösta detonerar utan att komma i direkt kontakt med stridsvagnen. Minorna utlöses av att belastas med en större vikt, eller genom att känna av förändringar i magnetfältet som orsakas av stridsvagnen. Fullbreddsutlösta minor har en laddning med riktad sprängverkan som slår hål i vagnens botten, medan tryckutlösande minor verkar genom oriktad sprängverkan som slår av drivbandet och kan orsaka andra skador.

### Larmminor
En larmmina är en ej dödlig mina som avger ljus och/eller ljud. Larmminan utlöses normalt med tråd för att varna försvarare för framryckande fientlig trupp. Den kan också användas för stridsfältsbelysning och kan då även utlösas manuellt.

### Avståndsutlaggda minor
I normala fall placeras minor ut för hand eller maskinellt av ingenjörtrupper eller andra markförband. Nackdelen är att det tar tid och att man bara kan minera terräng som man för tillfället kontrollerar. För att snabbt kunna minera terräng framför framryckande förband eller terräng som kontrolleras av fienden används avståndsutlagda minor. Avståndsutlaggda minor kan skjutas iväg med raketartilleri, vanligt artilleri eller fällas från flygplan eller helikoptrar. Minorna sprids då över målområdet och aktiveras när de träffar marken. Eftersom avståndsutlagda minor inte är nedgrävda är de relativt enkla att röja, men de kan fortfarande fördröja en fiende och orsaka skador. Det huvudsakliga syftet med avståndsutlagda minor är att hindra fienden från att använda ett visst terrängavsnitt. Om minor exempelvis fälls över en flygbas hindrar de flygplan från att starta och landa.

## Krav för användning av minor
För att undvika att egna förband råkar ut för minor måste alla mineringar märkas ut på kartor. Skenmineringar (falska minfält) får inte innehålla skarpa minor och om risken är större att en minering kommer drabba civil personal mycket mer än militär personal får mineringen inte ske (exempelvis om en väg används regelbundet av civila personbilar eller av andra icke-kombattanter som Röda Korset är det inte tillåtet att minera den även om den används av fientliga stridsvagnar med flera dagars mellanrum). Krigets lagar styr detta genom avsnittet om proportionalitetsprincipen.